# نیک رکوردز
نیک رکوردز (که همچنین به عنوان نیکلودئون رکوردز یا نیک میوزیک شناخته می‌شود) ناشر موسیقی برای کانال تلویزیونی کودکان نیکلودئون است. این ناشر شامل هنرمندان موسیقی نو و جوان، خوانندگان "تهدید سه گانه" بود که می‌توانستند بر سریالهای شبکه‌ها، موسیقی متن فیلم و مجموعه‌های تلویزیونی بر اساس نمایش‌های تلویزیونی نیکلودئون درست کنند.

## هنرمندان

### سابق
- کل میچل (۱۹۹۶–۱۹۹۹)
- جیمی لین اسپیرز (۲۰۰۵–۲۰۰۸)
- نت و الکس ولف (که قبلاً به عنوان برادران برهنه گروه شناخته می‌شود) (۲۰۰۵–۲۰۱۳)
- میراندا کازگرو (۲۰۰۷–۲۰۱۲)
- آریانا گرانده (۲۰۱۰–۲۰۱۲)
- ویکتوریا جاستیس (۲۰۰۹–۲۰۱۳)
- الیزابت گیلیس (۲۰۱۰–۲۰۱۳)
- بیگ تایم راش (۲۰۰۹–۲۰۱۴)
- ایزابلا کستیلو (۲۰۱۰–۲۰۱۴)